# Priolo Gargallo
Priolo Gargallo es una comuna siciliana de 12.173 habitantes, se encuentra en la Provincia de Siracusa (Italia). 

Ubicación de la ciudad de Priolo Gargallo dentro de la provincia de Siracusa.

## Evolución demográfica
| Gráfica de evolución demográfica de Priolo Gargallo entre 1861 y 2001 |
|                                                                       |
| Fuente ISTAT - Elaboración gráfica por parte de Wikipedia             |